# Traberg (Gemeinden Helfenberg, Oberneukirchen, Vorderweißenbach)
Traberg ist eine Ortslage im Mühlviertel Oberösterreichs wie auch Postleitzahl-Bereich der Gemeinden Oberneukirchen, Vorderweißenbach im Bezirk Urfahr-Umgebung und Helfenberg im Bezirk Rohrbach.

## Geographie

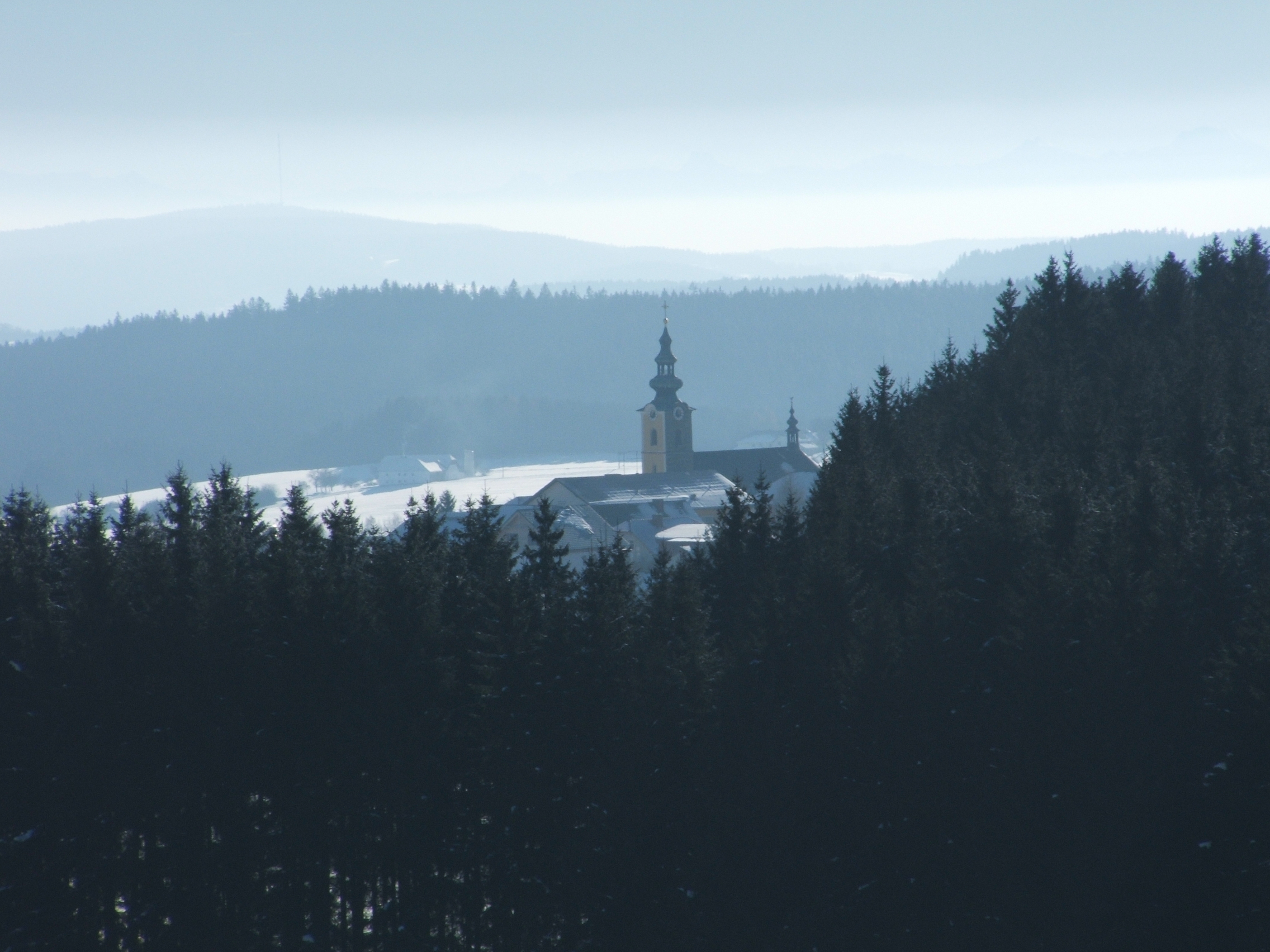
Blick auf Großtraberg mit der Pfarrkirche

Die Gegend Traberg befindet sich etwa 25 Kilometer nordwestlich von Linz, halbwegs zwischen Rohrbach und Freistadt, je etwa 20 Kilometer von diesen entfernt, in der Mitte zwischen Oberneukirchen im Süden, Bad Leonfelden im Osten, und Helfenberg im Westen. Sie umfasst eine Talung und Passlandschaft in den Südlichen Böhmerwaldausläufern in der Talung des Distelbachs (Schallenbergbach), einem rechten Zubringer der Großen Rodl, bis an den oberen Altenschläger Bach, der der Steinernen und dann der Großen Mühl zufließt. Die Gegend erstreckt sich etwa 7½ km nordwestwärts zwischen dem Zug Waxenberger Hofwald (833 m ü. A.) – Schallenwald (Schallenberg, 929 m ü. A./Anhöhe 880 m ü. A. bei Ahorn) südwestlich, und dem Zug Brunnwald (841 m ü. A.) – Höchlwald (Höchwald) (ca. 938 m ü. A.). Die Passhöhe der Gegend ist bei Obertraberg−Faberreut (ca. 864 m ü. A.).
Die Ortslage ist als solche ist heute nurmehr als Postleitzahlen-Name 4183 Traberg gebräuchlich.
Der umfasst etwa 390 Adressen.
Dazu gehören, taleinwärts, die Ortschaften:
- Unterwaldschlag (Gemeinde Oberneukirchen)
- Unterbrunnwald (Gemeinden Oberneukirchen, Vorderweißenbach)
- Oberwaldschlag (Gemeinde Oberneukirchen)
- Mitterbrunnwald (Gemeinde Vorderweißenbach)
- Kleintraberg (Gemeinden Oberneukirchen, Helfenberg)
- Großtraberg (postalisch auch Traberg, Gemeinde Oberneukirchen)
- Oberbrunnwald (Gemeinden Vorderweißenbach, Oberneukirchen, Helfenberg)
- Lichtmeßberg (Gemeinde Helfenberg)
- Obertraberg (Gemeinden Oberneukirchen, Helfenberg)
- Ahorn (Gemeinde Ahorn)

Die Ortschaften verteilen sich zwar auf zwei politische Bezirke, gehören aber sämtlich zum Gerichtsbezirk Rohrbach.
Durch die Talung verläuft die L1492 Schallenbergstraße Waxenberg – Helfenberg, in Großtraberg zweigt die L1490 Brunnwaldstraße nach Bad Leonfelden ab, von der weg im Brunnwald die L1491 Vorderweißenbacher Straße nach Vorderweißenbach führt.

## Geschichte
Der Raum wurde schon im Hochmittelalter gerodet und urbar gemacht. Bis in die Neuzeit war er Transitregion nach Böhmen. Traberg unterstand Stift Wilhering.
Ignaz Gielge beschreibt den Ort Draberg oder Traberg 1814 folgendermaßen:

„Ein Pfarrort im Mühlviertel und Kommissariatsbezirke Waxenberg, an der sehr schlechten Kommerzstraße von Linz nach Helfenberg und Haßlach, er liegt sehr hoch auf dem Droberge, der sich weit erstreckt zwischen Brunn und dem Schallenberger Walde; die Gegend ist meistens bergig und waldig, somit auch kalt; man hat viele Leinwandbleichen, weil sich die Einwohner meistens mit den Flachsbau und Spinnen ernähen müssen; auf Waxenberg hat man 1, und auf Helfenberg 2 Stunden zu gehen; dieser Pfarrbezirk enthält 8 Ortschaften, 156 Häuser, in denen 1011 Menschen wohnen.
Aus dem Alterthume ist nichts bekannt, als daß es vormahls lauter Wald gewesen, die meisten Ortschaften enden sich in -schlag, und die Pfarr ist neu errichtet.“

Unter dem Droberg/Drahberg/Traberg verstand man zu dieser Zeit also wohl den Höchlwald und die Passhöhe.

Benedikt Pillwein beschreibt 1827 unter dem Lemma Traberg dann schon speziell den heutigen Ort Großtraberg, und gibt: „Die Gesammtbevölkerung der Pfarre besteht aus 1076 fleißigen, und guten Menschen.“
1840 schreibt Johann von Frast über die Localie Traburg:

„Eine ziemlich weite Bergstrecke zwischen dem Brunn-, Waxenberg- und Schallenbergerwalde, welche in langer Vorzeit schon ausgereutet, und urbar gemacht worden zu seyn scheint, heißt der Droh- oder wie er gewöhnlich genannt wird, der Traberg. Gleichen Nahmen haben die diesem zunachst liegenden, und ihn rings umgebenden Ortschaften, welche aber wahrscheinlich nach der Lage, oder nach der Anzahl der beysammen stehenden Häuser, die Beysätze: Ober-, Groß- und Klein-Traberg erhielten.

Die erste Ansiedlung scheint in Groß-Traberg, dem heutigen Pfarrorte Traberg, und zwar auf dem Platze, auf welchem das sogenannte Peiglinger-Wirthshaus steht, geschehen zu seyn, dessen Erbauer sich eine größere Strecke zu eigen gemacht haben mochte, weil das ganze nunmehrige Dorf ehemahls zu jenem Hause gehörte. Durch dieses Dorf führt von Ober-Neukirchen her eine Straße nach Helfenberg, und auch über Hinter-Weißenbach nach Friedberg in Böhmen.“

Weiters sagt Frast über die Pfarrkirche Traberg, 1784–87 erbaut, „die Kirche ist niedlich, und für das Pfarrvolk geräumig genug“, und gibt, dass „das Schulgebäude mit einem Lehrzimmer im Jahre 1790 hergestellt wurde“. Letzteres ist bemerkenswert, es heißt, dass einem festangestellten Lehrer Wohnstatt geboten werden konnte, und der Unterricht regelmäßig war (ein Ziel der Theresianisch-Josephinischen Reformen). Dass die Kirche, der Pfarrhof und die Schule vom Stift „neu und geschmackvoll“ aufgebaut worden, betonte auch schon Pillwein.
Bei der Schaffung der Ortsgemeinden nach 1848/49 kamen die Orte in mehrere Gemeinden zu liegen, einige wurden schlicht geteilt. Großtraberg, dessen alte Bezeichnung als Ort Traberg war, war der Hauptort der Gemeinde Waldschlag, die 1938 nach Oberneukirchen eingemeindet wurde.
Die Postleitzahl ist seit 1. Januar 1966 gültig, als in Großtraberg ein eigenes Postamt eingerichtet wurde.